# Roy Orbison
Roy Kelton Orbison (Vernon, Texas; 23 de abril de 1936-Hendersonville, Tennessee; 6 de diciembre de 1988) fue un cantante, compositor y guitarrista estadounidense, conocido por su estilo de cantar muy intenso y apasionado, con elaboraciones de sus composiciones muy complejas y la creación de baladas emocionales y oscuras.
Muchos críticos musicales describieron su música como de estilo operístico y fue apodado el Caruso del rock y «The Big O» (la gran O) y conocido como «Lefty Wilbury» durante su participación en el supergrupo Traveling Wilburys.
Su carrera se extendió a lo largo de 32 años. Mientras que la mayoría de los artistas masculinos de rock and roll en los años 50 y 60 proyectaban una masculinidad desafiante, muchas de las canciones de Orbison transmitían vulnerabilidad.
En cuanto a su apariencia, Orbison ni era albino ni casi ciego, aunque debido al padecimiento desde su infancia de una combinación de hipermetropía, astigmatismo severo, anisometropía y estrabismo, debía llevar gafas especiales. En cualquier caso, el uso de sus peculiares gafas de sol fue fruto de un accidente a comienzos de su carrera: tras olvidar sus gafas habituales en un avión, se vio obligado a usar las de sol, que también tenía graduadas, para manejarse con soltura sobre el escenario donde había de actuar. Llevó esas gafas durante su gira con The Beatles y luego las adoptaría para siempre. De hecho, no se las quitaba ni para dormir, y a veces se levantaba con la marca de la patilla en la cara.
Comenzó a cantar en una banda de rockabilly, country y western en la escuela secundaria. Fue contratado por Sam Phillips para Sun Records en 1956, pero su mayor éxito fue con Monument Records. De 1960 a 1966, 22 de sus sencillos llegaron al Top 40 de Billboard y coescribió casi todo lo que llegó al Top 10. Hacia mediados de los sesenta, Orbison fue internacionalmente reconocido por sus baladas sobre amores perdidos, por sus melodías rítmicamente avanzadas, su rango vocal de tres octavas, sus características gafas oscuras y un ocasional uso del falsete, tipificado en canciones incluyendo «Only the Lonely» de 1960, «Crying» de 1961 y «Oh, Pretty Woman» de 1964.
Poco después fue golpeado por una serie de tragedias personales, mientras que sus ventas de discos disminuyeron. Fue situado póstumamente en la Songwriters Hall of Fame.[cita requerida]
En la década de 1980, experimentó un resurgimiento de popularidad, tras el éxito de varias versiones de sus canciones escuchadas por nuevas generaciones. En 1988, cofundó Traveling Wilburys, un supergrupo de rock, con George Harrison, Bob Dylan, Tom Petty y Jeff Lynne. Orbison murió de un ataque cardíaco en diciembre de 1988, a los 52 años. Un mes más tarde, la canción de Orbison «You got  it» (1989), coescrita con Lynne y Petty, se lanzó como sencillo en solitario y se convirtió en su primer éxito en llegar al Top 10 de los Estados Unidos en casi 25 años.
Los honores de Orbison incluyen ingresos al Salón de la Fama del Rock and Roll en 1987, al Salón de la Fama de los Compositores de Nashville en el mismo año, al Salón de la Fama de los Compositores en 1989 y al Museo y Salón de la Fama de los Músicos en 2014. Rolling Stone lo colocó en el n.º 13 en su lista de los «100 mejores cantantes de todos los tiempos».
En 2002, la revista Billboard incluyó a Orbison en el n.º 74 en el Top 600 de artistas de grabación.

## Biografía

### Primeros años
Orbison nació en Vernon, Texas, como segundo hijo de Orbie Lee Orbison, un perforador de pozos petroleros y mecánico de automóviles y de Nadine Vesta Shults, enfermera. Después de la Gran Depresión, la familia se mudó a Fort Worth hacia 1942 para encontrar trabajo en las fábricas de municiones y aviones, en plena Segunda Guerra Mundial. El antepasado paterno directo de Orbison fue Thomas Orbison (nacido en 1715) de Lurgan, Condado de Armagh, Úlster, Irlanda, que se estableció en la Colonia de Pensilvania a mediados del siglo XVIII.
Roy asistió a la Escuela Primaria Denver Avenue hasta que una alerta por poliomielitis, llevó a la familia a regresar a Vernon, y en 1946 la familia se mudó otra vez hacia a una pequeña ciudad dedicada al petróleo llamada Wink (estado de Texas). Más tarde Orbison describió la vida en Wink como «fútbol, campos petrolíferos, petróleo, grasa y arena», expresando un alivio por haber podido abandonar la desolada ciudad. Todos los niños de Orbison tenían mala visión. Roy usó lentes correctivos gruesos desde temprana edad. Era consciente de su apariencia y comenzó a teñirse el cabello casi blanco cuando aún era joven. Era callado, modesto y notablemente cortés y complaciente. Sin embargo, siempre estaba dispuesto a cantar. Consideró su voz memorable, pero no general.
La música fue parte importante de su vida familiar. En el sexto cumpleaños de Roy, su padre le regaló una guitarra. Más tarde recordó que a la edad de siete años, «ya había terminado, por cualquier cosa». Su mayor influencia musical en su juventud fue la música country. Le conmovió especialmente el canto de Lefty Frizzell, con sus sílabas arrastradas. (Cuando más tarde se unió al supergrupo británico-estadounidense The Traveling Willburys, adoptó el nombre de Lefty Wilbury).
También disfrutó a Hank Williams y Jimmie Rodgers. Uno de los primeros músicos que escuchó en persona fue Ernest Tubb, que estaba tocando en la parte trasera de un camión en la ciudad de Fort Worth.
En el oeste de Texas, estuvo expuesto a muchas formas de música: «sepia» (un eufemismo para el ritmo y el blues), tex-mex, los arreglos de Mantovani y el cajún. El favorio del cajún, «Jole blon» fue una de las primeras canciones que cantó en público. A los ocho años comenzó a cantar en un programa de radio local. A fines de la década de 1940, era el anfitrión del programa.
En 1949, a los 13 años y estando en la secundaria, organizó con algunos amigos su primer grupo musical, The Wink Westerners. Tocaron canciones country y de Glenn Miller en locales tipo honky-tonks y tuvieron un programa de radio semanal en CURB de Kermit (Texas). Y cuando no estaba cantando en ella tocaba la guitarra y escribía canciones. Cuando les ofrecieron 400 dólares para tocar en un baile (3.900 dólares en 2019) Orbison se dio cuenta de que podía ganarse la vida con la música.
Orbison se graduó en la Wink High School en 1954. Estudió en el North Texas State College en Denton, Texas durante un año, planeando estudiar geología para poder obtener trabajo en los campos petroleros si la música no pagaba. Cuando escuchó que su compañero de escuela Pat Boone había firmado un contrato discográfico, fortaleció aún más su determinación de convertirse en músico profesional. Mientras estaba en North Texas State College, escuchó una canción llamada Ooby Dooby compuesta por Dick Penner y Wade Moore y después de su primer año de universidad, regresó a Wink con Ooby Dooby continuando actuando en Wink.
Se matriculó en el Odessa Junior College en 1955 para estudiar historia e inglés. Cuando dos miembros de la banda renunciaron, se agregaron dos elementos nuevos y el grupo ganó el concurso de talentos y obtuvieron su propio programa de televisión en KMID-TV en Midland, Texas. Los Wink Westerners tuvieron bastante éxito en la televisión local, bailaban los fines de semana, actuaron treinta minutos por semana en la KMID y luego en la KOSA además de asistir a la Universidad durante el día.
Mientras vivía en Odessa, Orbison vio una actuación de Elvis Presley. Johnny Cash recorrió el área en 1955 y 1956 y apareciendo en el mismo programa de televisión local que los Wink Westerners y sugirió que Orbison se acercara a Sam Phillips en Sun Records. El éxito de su programa de televisión KMID les consiguió otro programa en KOSA-TV. Rebautizaron el grupo como The Teen Kings y Orbison abandonó la facultad en 1956, determinado a hacer de la música una ocupación seria. Debido al rechazo de Sam Phillips, los Teen Kings grabaron Ooby Dooby en 1956 para el sello Je-Wel con sede en Odessa. Después de que el dueño de la tienda de discos local Poppa Holifield lo llamara por teléfono, Sam Phillips les ofreció un contrato a los Teen Kings.

## 1956-1959: Sun Records y Acuff-Rose
Muchas de las primeras canciones que grabó fueron producidas por Sam Phillips, quien además de a Cash producía a Jerry Lee Lewis, Carl Perkins y Elvis Presley. The Teen Kings fueron al Sun Studio en Memphis, donde Phillips quería que se grabara Ooby Dooby en su estudio. La canción fue liberada con el sello Sun 242 en mayo de 1956 rompiendo las listas en Billboard Hot 100 llegando al número 59 y vendiendo 200 mil copias. The Teen Kings tuvieron una gira con Sonny James, Carl Perkins, Johnny Cash y Johnny Horton (1925-1960). Con gran influencia de Elvis Presley, se presentó frenéticamente haciendo que «todos le aplaudieran porque teníamos un solo éxito».
The Teen Kings también comenzaron a escribir canciones en el estilo de rockability, incluyendo «Go, go, go!» y «Rockhouse». La banda comenzó a tener disputa por el crédito en las composiciones y por las regalías. Orbison permaneció en Memphis y le preguntó a su novia de 16 años, Claudette Frady si se unía con él. Estaban en el hogar de Phillips, durmiendo en cuartos separados. En el estudio, Orbison se concentraba en la mecánica de grabación. Phillips recuerda haber quedado más impresionado con la maestría de Orbison en la guitarra que con su voz. Orbison escribió una balada, «The clown» con una respuesta tibia. Después de escucharlo, Jack Clement (productor de Sun Records) le dijo que nunca sería un cantante de baladas.
Fue introducido al círculo social de Elvis Presley, y una vez fue a buscar una cita para Presley en su Cadillac morado. Orbison escribió Claudette (con la cual se casó en 1957) y los Everly Brothers la grabaron como lado B de su primer n.º 1 All I Have To Do Is Dream (Todo lo que tengo que hacer es soñar). Sin embargo, los sonidos rockabilly y blues de los artistas de Sun no proporcionaron a Orbison demasiado éxito ni las regalías esperadas, y su carrera pareció estancarse, aún a pesar de que los fanes del rockabilly consideran estas grabaciones de las mejores escritas en este género. Aprendió que estando en Sun Records, no podría pagar su propio Cadillac. Cada vez incrementando su frustración con Sun gradualmente detuvo sus grabaciones.
Aun así tenía giras por Texas y se presentó por siete meses en 1958. Durante un tiempo, trabajó en Acuff-Rose Music en Nashville (Tennessee) como compositor principalmente concentrado en la música country. Después de estar un día escribiendo una canción, hizo varias demostraciones de grabaciones y enviarlas a Wesley Rose, quien trató de encontrar lugar para grabarlas. Orbison aceptó vender a la RCA Victor sus canciones grabadas, oír otros compositores y trabajando con Chet Atkins, quien había tocado la guitarra con Elvis Presley. Una canción negociada fue Seems to Me, por Boudleaux Bryant. Este quedó impresionado de Orbison «por su timidez, como un chico que emergió en la escena musical. Recuerdo su manera de cantar muy suave, bien en su encogimiento y mostrando ser muy poderoso para sostener su represión».
Presentando shows por las noches y viviendo con su esposa y un niño pequeño en un minúsculo apartamento, tocando su guitarra frecuentemente en el auto y escribiendo canciones. El compositor Joe Melson (n. 1935), conocido de Orbison, cubrió la ventana de su carro un día en Texas en 1958 y los dos decidieron escribir canciones juntos. En tres sesiones de grabaciones en 1958 y 1959, Orbison grabó siete canciones en RCA Nashville. Solo dos sencillos fueron liberados por la RCA. Wesley Rose envió a Orbison con el productor Fred Foster en Monumental Records.

## 1960-1964: Monumental Records

### Éxitos iniciales
Orbison fue uno de los primeros artistas que grabaron popularizando el «sonido Nashville», con un grupo de músicos de sesión conocido como The A-Team. El sonido Nashville fue desarrollado por los productores Chet Atkins, Owen Bradley (quien trabajaba con Patsy Cline), Sam Phillips y Fred Foster. En su primera sesión para Monument en Nashville, grabó una canción que la RCA había rechazado, «Paper Boy» y al otro lado «With the bug» pero no llegaron a las listas (charts).
En Monument, Foster le animó a que rompiese con su estilo establecido. Bajo su guía, empezó a escribir sus propias canciones solo o en colaboración con Joe Melson (n. 1935) y, más tarde, con Bill Dees, desarrollando su característica voz operística, y creando un sonido inaudito en el rock and roll de la época. De acuerdo al músico y autor Alvin Zak, el estudio (con el ingeniero de sonido Bill Porter el cual experimentaba en forma muy cercana con los coros de doo-wop), la producción por Foster y el acompañamiento de músicos le dio a la música de Orbison «un sonido profesional y pulido... que finalmente le permitió dar rienda suelta a la inclinación de su estilo». Orbison solicitó una sesión de cuerdas logrando la grabación de tres nuevas canciones, la más notable fue «Uptown», escrita con Joe Melson. Impresionado con el resultado, Melson comentaría más tarde «Estuvimos en el estudio, escuchamos los playbacks y fue el más hermoso sonido en el mundo».
El libro The Rolling Stone illustrated history of rock and roll menciona que la música de Orbison se hizo en Nashville «trayendo un nuevo esplendor al rock» y comparando los efectos melodramáticos del acompañamiento por parte de la orquesta con la producción musical de Phil Spector.
«Uptown» llegó solo al n.º 72 en la lista Billboard Top 100 y Orbison negoció la firma de su contrato con un club nocturno en cualquier lugar. Su éxito inicial llegó a fines de los años 50 cuando la era del rock and roll estaba en su ocaso. Iniciado 1960, las listas en los Estados Unidos comenzaban a ser dominadas por los ídolos adolescentes, acuaciones novedosas y grupos femeninos impulsados por Motown.

### Top-10 hits

#### 1960-1962
Experimentando un nuevo sonido, Orbison y Joe Melson (n. 1935) escribieron una canción a comienzos de 1960 utilizando elementos de «Uptown» y de otra canción que habían escrito llamada «Come back to me (my love)», empleando cuerdas y el doo-wop de Anita Kerr y coros. Presentó un hit notable para Orbison por la utilización del falsete que mostraba una voz poderosa de acuerdo al biógrafo Clayson «no venía de la garganta sino que era más profunda». La canción fue «Only the Lonely (Know the Way I Feel)». Orbison y Melson trataban de presionar a Elvis Presley y a los Everly Brothers pero fueron rechazados. Grabaron la canción en el estudio de la RCA en Nashville, con el ingeniero de sonido Bill Porter con una nueva estrategia, construyendo una mezcla de arriba hacia abajo en lugar de abajo hacia arriba, comenzando con una mezcla muy cercana de los coros en primer plano y finalizando con una sección rítmica suave en respaldo. Esta combinación fue la característica del sonido comercial de Orbison.
«Only the lonely» llegó al n.º 2 en Billboard Hot 100 y fue un hit n.º 1 en el Reino Unido y en Australia. De acuerdo a Orbison, las canciones escritas con Melson durante ese período fueron elaboradas con su voz a la mitad de potencia, específicamente en sus presentaciones. Él dijo a la revista Rolling Stone en 1988: «Me gustaba el sonido de mi voz. Me gustaba cantar y hacer sonar mi voz y seguir haciéndolo. Y pienso que alguna vez entre la época de “Ooby dooby” y “Only the lonely”, se convirtió en una buena voz». Este éxito transformó a Orbison en una estrella nocturna y apareció en el programa de Dick Clark Saturday Night Beechnut Show fuera de la Ciudad de Nueva York. Cuando Elvis Presley escuchó «Only the lonely» por primera vez, compró una caja de copias para dárselas a sus amigos. Melson y Orbison siguieron como pareja en la composición más compleja llamada «Blue angel», la cual llegó al n.º 9 en las listas de los Estados Unidos y n.º 11 en el Reino Unido. «I’m hurting» ―con «I can’t stop loving you» como lado B― llegaron al n.º 27 pero no tuvieron éxito en las listas británicas.
Orbison se mudó a Nashville con su esposa Claudette y sus dos hijos Roy DeWayne y Anthony King. Regresó al estudio, viendo un cambio en el sonido pop de «Only the lonely» y «I’m hurting». Trabajó en una nueva canción, «Running scared» (‘corriendo asustado’), basada en un ritmo lento como el Bolero de Ravel. La canción trata acerca de un hombre en busca de su novia anterior y que su exnovio trataría de llevársela. Se encontraba en dificultades para dar la nota alta sin que su voz se quebrara. Tenía de acompañamiento a una orquesta en el estudio y Porter le dijo que cantará más fuerte que su acompañamiento porque la orquesta no pudo ser más suave que su voz. Fred Foster puso a Orbison en la esquina del estudio y le susurró que hiciera cortes detrás de los bastidores improvisando un aislamiento de ambos para enfatizar su voz. No estuvo contento con las dos primeras tomas. En la tercera abandonó la idea de utilizar el falsete y canto el final muy alto, con naturalidad que asombró a los presentes y los músicos dejaron de tocar. En la tercera toma «Running scared» fue completada. Fred Foster recordaría más tarde: «No podía hacerlo, pero todos miraron asombrados. Nadie había escuchado algo parecido antes». Solo semanas más tarde «Running Scared» llegaría al n.º 1 de Billboard Hot 100 y siendo el n.º 9 en las listas del Reino Unido. La composición de Orbison seguía teniendo éxito en un clímax sorprendente en donde se empleaba la voz envolvente de Orbison.
«Crying» (‘llorando’) siguió en julio de 1961 llegando al n.º 2. Fue acoplada en un up-tempo del género R&B (rhythm and blues) con la canción «Candy Man» (‘caramelero’) escrita por Fred Neil y Beverly Ross, llegando al n.º 30 de Billboard permaneciendo en las listas por dos meses.
Mientras hacía una gira por Australia en 1962, un DJ australiano se refirió a él de una manera afectuosa como «The Big O», basado parcialmente en el gran final de sus baladas dramáticas sería el apodo con el que sería conocido posteriormente.
Ese mismo año nació su segundo hijo y el hit número cuatro en los Estados Unidos y número dos en el Reino Unido con «Dream, baby (how long must I dream)» (‘sueña nena, cuanto tiempo debo soñar’) una canción de la compositora de música country Cindy Walker (Orbison fue productor y formó el quinteto The Candymen, que sería la banda de respaldo de 1965 a 1970 y liberó pocos sencillos en dos álbumes de su autoría).
También en 1962, llegó a las listas con «The crowd» (‘la multitud’), «Leah» y «Workin’ for the man» (‘trabajando para el hombre’), la cual escribió acerca de un trabajo en los campos petroleros cerca de Wink.
Su amistad con Joe Melson fue deteriorandose porque Melson crecía en los conciertos y quería tener una carrera en solitario, la cual nunca despegaría. A lo largo de su estancia en Monument Records, sus instrumentistas fueron un grupo de músicos de estudio excepcionales liderados por Bob Moore. La combinación de la voz de Orbison con el dinámico y armonioso sonido de la banda dio a las grabaciones de Orbison un sonido único y perfectamente identificable.

### 1963-1964

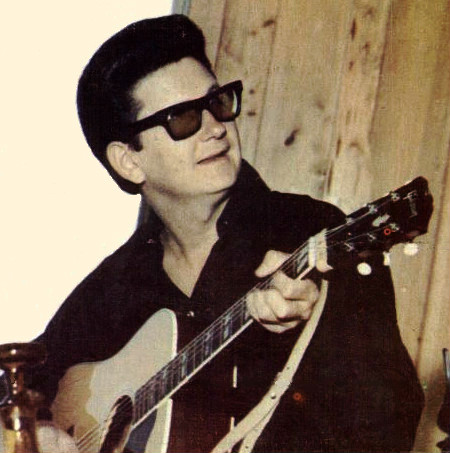
Orbison comenzó a actuar con gafas de sol en 1963, y más tarde recordó que «no estaba tratando de ser raro... No tenía un gerente que me dijera que me vistiera o cómo presentarme ni nada, pero la imagen se desarrolló de un hombre misterioso y un hombre tranquilo vestido de negro, un tanto recluso, aunque yo nunca lo fui, en realidad».

Desarrolló una imagen que no correspondía a su personalidad. No era publicitado a principios de los años sesenta porque tenía poca presencia en los fanáticos de las revistas y sus giras individuales hicieron factor en esta impresión. La revista Life lo llamó una «celebridad anónima». Después de olvidar sus lentes en un avión en 1963, mientras hacía una gira con The Beatles fue forzado a utilizar lentes para el sol Wayfarer en una etapa, hasta que encontró sus preferidos. Sus biógrafos han comentado que tenía muy buen sentido del humor y que nunca estaba malhumorado. Muy tímido y sufría de miedo atroz. Sus lentes de sol le ayudaron a superarlo. Las gafas de sol llevaron a algunas personas a suponer que era ciego. Su ropa negra y letras de canciones enfatizaban la imagen de misterio e introversión. Su oscura y melancólica persona, combinada con su voz temblorosa en baladas amorosas para adolescentes, convirtió a Orbison en una estrella a principios de la década de 1960.
Su serie de éxitos en el Top 40 continuó con
«In dreams» (n.º 7 de los Estados Unidos y n.º 6 del Reino Unido),
«Falling» (n.º 5 en Estados Unidos y n.º 3 en el Reino Unido),
«Mean woman blues» (n.º 5 en Estados Unidos y n.º 3 del Reino Unido) junto con «Blue bayou» (n.º 29 en Estados Unidos y n.º 3 en el Reino Unido), según la discografía oficial de Roy Orbison en los Estados Unidos, de Marcel Riesco.
En Italia se lanzó una rara versión alternativa de «Blue bayou».
Orbison terminó 1963 con una canción navideña escrita por Willie Nelson, «Pretty paper» (n.º 15 en Estados Unidos). En 1963 n.º 6 del Reino Unido.
Cuando «In dreams» fue lanzado en abril de 1963, se le pidió a Orbison que reemplazará a Duane Eddy en una gira por el Reino Unido en la facturación superior con The Beatles. Sin embargo, cuando llegó al Reino Unido, se dio cuenta de que no era el cuadro principal. Nunca había oído hablar de The Beatles y molesto preguntó: «¡Que es un beatle?» a lo que John Lennon respondió, después de tocar su hombro: «Yo soy un beatle».
En la noche de apertura, Orbison optó por subir al escenario primero, aunque fue el acto más establecido. The Beatles se quedaron estupefactos detrás del escenario mientras Orbison cantaba a través de 14 codificaciones. Finalmente cuando la audiencia comenzó a cantar «¡Queremos a Roy!», De nuevo Lennon y McCartney retenían físicamente a Orbison. Más tarde Ringo Starr dijo: «En Glasgow, todos estábamos detrás del escenario escuchando los tremendos aplausos que estaba recibiendo. Estaba parado allí, sin moverse ni nada». Sin embargo, a lo largo de la gira, los dos actos aprendieron a llevarse bien, un proceso facilitado por el hecho de que The Beatles admiraban su trabajo. Orbison sintió un parentesco con Lennon, pero fue con George Harrison con quien luego formaría una fuerte amistad.
Las giras de 1963 afectaron la vida personal de Orbison. Su esposa Claudette tuvo una aventura con el contratista que construyó su casa en Hendersonville (Tennessee). Amigos y familiares atribuyeron la ruptura del matrimonio a la juventud de ella y su incapacidad para soportar estar sola y aburrida. Cuando Orbison recorrió el Reino Unido nuevamente en el otoño de 1963, se unió a él. Era inmensamente popular donde quiera que fuera, terminando la gira en Irlanda y Canadá. Casi de inmediato realizó una gira por Australia y Nueva Zelanda con The Beach Boys y regresó nuevamente al Reino Unido e Irlanda, donde fue tan asediado por las adolescentes que la policía irlandesa tuvo que detener sus actuaciones para apartar a las chicas de él. Viajó a Australia nuevamente, esta vez con The Rolling Stones. Mick Jagger comentó más tarde, refiriéndose a una instantánea que tomo de Orbison en Nueva Zelanda, «era una buena figura de un hombre en aguas termales».
Orbison comenzó a colaborar con Bill Dees, a quien había conocido en Texas. Con Dees escribió «It’s over», un éxito n.º 1 en el Reino Unido y una canción que sería una de sus piezas emblemáticas para el resto de su carrera.
Cuando Claudette entró en la habitación donde Dees y Orbison escribían para decir que se dirigía a Nashville, Orbison le preguntó si necesitaba algo de dinero. Dees dijo: «Una mujer bonita nunca necesita dinero». Solo 40 minutos después, «Oh, pretty woman» estaba completa. Una obra maestra cargada de riffs que empleó un gruñido juguetón que obtuvo de una película de Bob Hope, el epíteto de la misericordia, Orbison pronunció cuando no pudo tocar una nota, se elevó al n.º 1 en el otoño de 1964 en los Estados Unidos en las listas de Billboard Hot 100 y permaneció en las listas durante 14 semanas. También fue n.º 1 en las listas del Reino Unido, pasando 18 semanas en total, en las listas. El sencillo vendió más de siete millones de copias. El éxito de Orbison fue mayor en el Reino Unido, como señaló la revista Billboard: En un período de 69 semanas que comenzó el 8 de agosto de 1963, Roy Orbison fue el único artista estadounidense que tuvo un sencillo n.º 1 en el Reino Unido. Lo hizo dos veces con 'Se acabó' el 25 de junio de 1964 y 'Oh Pretty Woman' el 8 de octubre de 1964. La última canción también llegó al n.º 1 en Estados Unidos, haciendo que Orbison fuera impermeable al dominio actual de los artistas británicos en ambos lados del Atlántico, conocida como «la invasión británica».

## 1965-1969 declive profesional

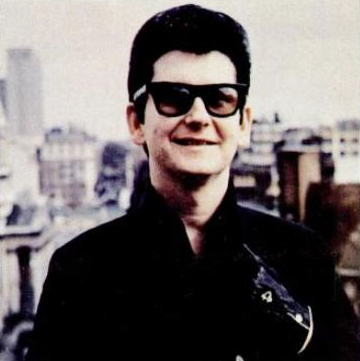
Anuncio comercial para el sencillo de Roy Orbison So good, junio de 1967.

Claudette y él se divorciaron en noviembre de 1964 por las infidelidades de ella, pero 10 meses después se reconciliaron.
Su contrato con Monument expiraba en junio de 1965. Wesley Rose, en este momento como agente de Orbison, lo trasladó de Monument a Metro-Goldwyn-Mayer (MGM) (aunque en Europa permaneció con Decca’s London Records) por un millón de dólares y el entendimiento de que se expandiría a la televisión y al cine, como lo había hecho Elvis Presley. Orbison era un entusiasta del cine y, cuando no estaba de gira, escribiendo o grabando, dedicaba tiempo a ver hasta tres películas al día.
Rose también se convirtió en el productor de Orbison. Fred Foster más tarde sugirió que la adquisición de Rose fue responsable del fracaso comercial del trabajo de Orbison en MGM. El ingeniero Bill Porter estuvo de acuerdo en que el mejor trabajo de Orbison solo podría lograrse con el equipo A de RCA Nashville. La primera colección de Orbison en MGM, un álbum titulado There Is Only One Roy Orbison vendió menos de 0,2 millones de copias.
Con el inicio de la invasión británica en 1964-1965, la dirección de la música popular estadounidense cambio drásticamente y la mayoría de los artistas de la generación de Orbison fueron expulsados de las listas de su país.
Mientras estaba de gira nuevamente en el Reino Unido en 1966, Orbison se fracturó el pie al caerse de una motocicleta frente a miles de fanáticos gritando en una pista de carreras. Realizó su espectáculo esa noche en un elenco. Claudette viajó al Reino Unido para acompañar a Roy durante el resto de la gira. Ahora se hizo público que la pareja se había vuelto a casar felizmente y habían vuelto a estar juntos (se habían vuelto a casar en diciembre de 1965).
Orbison estaba fascinado con las máquinas. Era conocido por seguir un automóvil que le gustaba y hacerle una oferta al conductor en el acto.
Orbison y Claudette compartieron un amor por las motocicletas. Ella había crecido a su alrededor pero él afirmó que Elvis Presley le había presentado a las motocicletas. Sin embargo la tragedia se produjo el 6 de junio de 1966, cuando Orbison y Claudette viajaban a casa desde Bristol (estado de Tennessee). Claudette chocó la puerta de una camioneta que se había detenido frente a ella en South Water Avenue en Gallatin (Tennessee) y murió al instante.
Un afligido Orbison se lanzó a su trabajó, colaborando con Bill Dees para escribir música para The Fastest Guitar Alive, una película que MGM había programado para que él también protagonizará. Inicialmente se planeó como un western dramático, pero se reescribió como una comedia. El personaje de Orbison era un espía que robó y tuvo que proteger y entregar un alijo de oro al Ejército Confederado durante la guerra civil estadounidense y estaba equipado con una guitarra que se convirtió en rifle. Eso le permitió pronunciar la frase: «Podría matarte con esto y tocar tu marcha fúnebre al mismo tiempo». Pero, según el biógrafo Colin Escott, lo dijo con «cero convicción». Orbison estaba satisfecho con la película, aunque resultó ser un fracaso crítico y de taquilla. Si bien MGM había incluido cinco películas en su contrato, no se hicieron más.
Grabó un álbum dedicado a las canciones de Don Gibson y otro de los covers de Hak Williams, pero ambos se vendieron mal. Durante la era de la contracultura, con las listas dominadas por artistas como Jimi Hendrix, Jefferson Airplane, Rolling Stones y The Doors, Orbison se sintió perdido y sin rumbo y luego dijo: «[No] escuché mucho con lo que me podía identificar, así que me quedé allí como un árbol donde soplan los vientos y cambian las estaciones y todavía estás allí y florecen de nuevo».
Durante una gira por el Reino Unido y tocando en Bournemouth el sábado 14 de septiembre de 1968, recibió la noticia de que su hogar en Hendersonville (estado de Tennessee), se había incendiado y sus dos hijos mayores habían muerto. La propiedad fue vendida a Johnny Cash, quien demolió la construcción y plantó un huerto en él. El 25 de marzo de 1969, Orbison se casó con la adolescente alemana Barbara Jakobs, a quien había conocido varias semanas antes de la muerte de sus hijos. Wesley (nacido en 1965), su hijo menor con Claudette, fue criado por los padres de Orbison. Roy y Barbara tuvieron un hijo (Roy Kelton) en 1970 y otro (Alexander) nacido en 1975.

## Años 1970 y 1980

### Luchas
Orbison continuó grabando álbumes en la década de 1970, ninguno de ellos vendió más que un puñado de copias, y en 1976 había pasado toda una década sin un álbum en las listas. Además de algunos éxitos menores en Australia, tampoco logró producir sencillos de cartografía después de la década de 1960. Su fortuna se hundió tan bajo que comenzó a dudar de su propio talento y varios de sus álbumes de la década de 1970 no se lanzaron internacionalmente debido a las bajas ventas en los Estados Unidos. Dejó MGM Records en 1973 y firmó un contrato de un álbum con Mercury Records. El autor Peer Lehman observaría más tarde que su ausencia era parte del misterio de su personalidad. «Dado que nunca estuvo claro de donde había venido, nadie parecía prestar mucha atención a donde había ido: era simplemente ido». Sin embargo, su influencia fue evidente en que varios artistas lanzaron versiones de sus canciones que resultaron populares. La versión de Orbison de Love Hurts una canción compuesta por Felice y Boudleaux Bryant y grabada por primera vez por los Everly Brothers, fue reconstruida por Gram Parsons y Emmylou Harris, nuevamente por la banda escocesa de hard rock Nazareth y por el bluesman Jim Capaldi. Sonny James envió Only the Lonely al número uno en las listas de la música country. Bruce Springsteen terminó sus conciertos con canciones de Orbison y Glen Campbell tuvo un éxito menor con una versión de Dream Baby.
Una compilación de los grandes éxitos de Orbison fue para el n.º 1 en el Reino Unido en enero de 1976. El mismo año comenzó a abrir conciertos para The Eagles, que comenzaron como la banda de respaldo de Linda Ronstadt. La propia cantante presentó su versión de Blue Bayou en 1977, con la cual llegó al n.º 3 de las listas de Billboard y permaneció en las listas por 24 semanas. Orbison atribuye esta cobertura en particular por revivir su memoria en la mente popular, si no su carrera. Firmó nuevamente con Monument Records y grabó Regeneration con Fred Foster, pero sin el éxito de antes.
A finales de 1977, Orbison no se sentía bien y decidió pasar el invierno en Hawái. Mientras estaba allí, se registró en un hospital donde las pruebas descubrieron que había obstrucción severa de las arterias coronarias. El 18 de enero de 1978, se sometió a un triple bypass coronario. Sufría de úlceras duodenales desde 1960 y había fumado mucho desde la adolescencia. Se sintió revitalizado después del triple bypass, pero continuó fumando y su peso corporal fluctúo por el resto de su vida.
En 1980, Don McLean grabó Crying y su versión de manera inesperada llegó a la cima de las listas al principio en los Países Bajos, luego alcanzó el n.º 5 en los Estados Unidos y permaneció en las listas durante 15 semanas. Fue el n.º 1 en el Reino Unido durante tres semanas y también encabezó las listas irlandesas. Aunque estaba casi olvidado en los Estados Unidos, Orbison llegó a los lugares más improbables para una leyenda del rock and roll como Bulgaria, por ejemplo, en 1982. Se sorprendió al descubrir que era tan popular allí como lo había sido cuando estuvo en 1964. Se vio obligado a quedarse en la habitación de su hotel porque lo acosaron en las calles de Sofía. En 1981, él y Emmylou Harris habían ganado un Premio Grammy por su dueto That Lovin 'You Feeln' Again (de la película de comedia Roadie, en la que Orbison tuvo un cameo) y las cosas estaban mejorando. Fue su primer premio de este tipo y se sintió esperanzado en hacer un regreso completo a la música popular. Sin embargo, pasarían varios años más hasta que esto llegará a buen término. Mientras tanto, Van Halen había grabado una versión de hard rock de Oh, Pretty Woman en su álbum de 1982 Diver Down, exponiendo a una generación más joven el legado de Orbison.

### Renacimiento profesional
Orbison originalmente rechazó la solicitud de David Lynch de permitir el uso de «In dreams» para la película Blue Velvet (1986), Lynch la usó de todos modos (aunque su primera opción fue «Crying». La canción sirvió como una de varias obsesiones de un personaje psicópata llamado Frank Booth (interpretado por Dennis Hopper). Fue sincronizado por un traficante de drogas afeminado interpretado por Dean Stockwell, después de lo cual Booth exigió que la canción se reprodujera una y otra vez, una vez que golpeaba al protagonista mientras la canción sonaba. Durante el rodaje, Lynch pidió que la canción se reprodujera repetidamente para darle al set una atmósfera surrealista. Inicialmente, Orbison se sorprendió por su uso. Vio la película en un cine en Malibú y luego dijo: «Estaba mortificado porque estaban hablando del “payaso de color caramelo” en relación con un negocio de drogas, y pensé: “¿Que demonios...?”. Pero más tarde, cuando estaba de gira, sacamos el video y realmente pude apreciar lo que David le dio a la canción y lo que la canción le dio a la película, cómo logró esta cualidad de otro mundo que agregó una dimensión completamente nueva a “En sueños”».

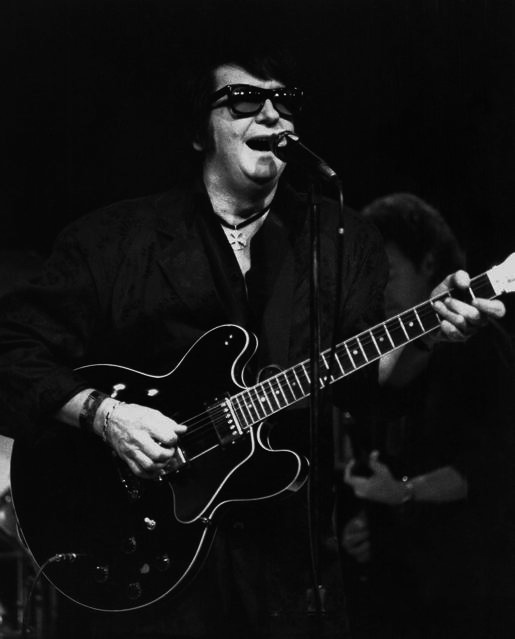
Actuación de Roy Orbison en Nueva York en 1987.

En 1987, la carrera de Orbison revivió por completo. Lanzó un álbum de sus éxitos regrabados, titulado In dreams: the greatest hits.
«Life fades away». Una canción que coescribió con su amigo Glenn Danzig y grabó, apareció en la película de 1987 Less Than Zero (película). Junto con K. D. Lang interpretaron un dúo de «Crying» para su inclusión en la banda sonora de la película Hiding Out (1987). La pareja recibió un premio Grammy a la Mejor Colaboración Country con Vocales después de la muerte de Orbison.
Canciones que tuvieron un éxito limitado en Norteamérica, tales como «Penny Arcade» y «Working for the man», serían número 1 en las listas australianas, y «Too soon to know» fue número 3 en el Reino Unido. Su popularidad se extendió a Alemania, y grabó su gran éxito "Mama" en alemán. Sus grabaciones fueron muy demandadas en el mercado negro de las zonas separadas por el Telón de Acero
En Francia, fue reconocido como el maestro de las baladas de amores perdidos, en la línea de su cantante más popular, Édith Piaf. Una versión de "Blue Bayou" cantada en francés por Mireille Mathieu alcanzó lo más alto de las listas francesas. Sus fanes en los Países Bajos formaron su fan club más importante en el mundo. Continuó actuando en Irlanda, a pesar del terrorismo constante. Una versión de la balada popular "Danny Boy" en su disco de 1972 Memphis está considerada como una de las mejores hechas de esta canción.
Su contrato con la MGM finalizó en 1973 y firmó entonces con Mercury Records. En 1976 lo hizo con Monument, pero su carrera languideció hasta finales de los ochenta.

### Una nueva oportunidad y muerte
A finales de la década de los 80 se dio un súbito e inesperado regreso a la fama en la carrera de Roy Orbison, en gran medida debido al éxito del supergrupo The Traveling Wilburys, a la que se incorporó en 1988 por invitación personal de Jeff Lynne. El álbum Traveling Wilburys Vol. 1 fue un gran éxito de ventas. Es posible que el uso de su canción "In dreams" en la película de David Lynch Blue velvet (1986), también influyera. Perdió algo de peso para poder adaptarse a su nueva imagen y a la constante solicitud para hacer entrevistas, actuaciones y vídeos.

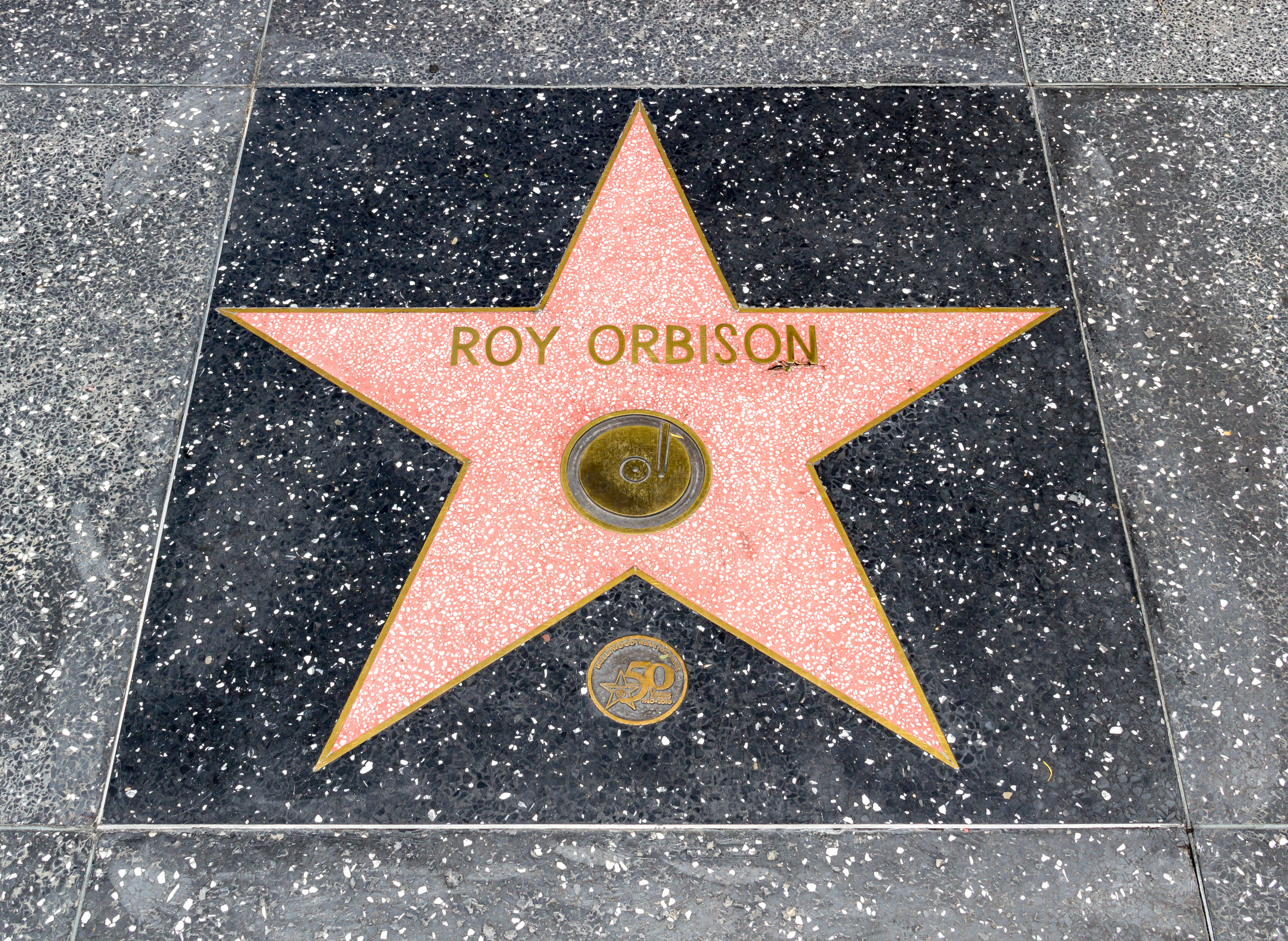
Estrella "Roy Orbison" en Hollywood Boulevard.

Orbison estaba entusiasmado; empezó a escribir de nuevo y a colaborar con antiguos amigos y nuevos fanes, trabajando en un nuevo disco, Mystery girl, que sería producido por Lynne, a quien Orbison consideraba el mejor productor con el que había trabajado. El 19 de noviembre de 1988, Orbison se fue a Europa donde se le otorgó un premio en los Diamond Awards en Amberes, Bélgica. En ese show se realizaron las tomas para el vídeo de "You Got It", el último que realizó. El tema alcanzó un notable número 9 en el Billboard Hot 100 y fue número 1 en decenas de países en todo el mundo. Ese mismo día concedió varias entrevistas en una apretada agenda. Unos días más tarde, y a pesar de las reticencias del propio gerente del club en Boston en el que iba a tocar, Orbison dio un gran concierto, por el cual recibió una gran ovación del público. El 4 de diciembre tocó en Highland Heights, Ohio; fue su último concierto.
Agotado, regresó a su casa en Henderson para descansar durante unos días antes de volar de nuevo a Londres para grabar dos vídeos de The Traveling Wilburys. El 6 de diciembre de 1988, pasó el día jugando con aviones de modelaje con sus hijos; después, tras cenar en casa de su madre en Hendersonville (Tennessee), Orbison murió de un ataque al corazón; tenía 52 años.
La muerte de Orbison ocupó las páginas y noticieros de todo el mundo. El autor Peter Lehman sugiere que si hubiera muerto en la década de 1970 cuando su carrera estaba de capa caída, solo habría habido una mención en la sección de obituarios de los periódicos. Sin embargo, la respuesta a su muerte reflejó lo popular que Orbison había vuelto a ser. Fue primera página del New York Times.
El National Enquirer sugirió en su portada que Orbison se habría matado a fuerza de trabajar.
A su muerte se erigieron dos monumentos conmemorativos: uno en Nashville (Tennessee), y otro en Los Ángeles (California). Fue enterrado en el Westwood Village Memorial Park Cemetery (en Los Ángeles).
En enero de 1989, Orbison se convirtió en el primer músico desde Elvis Presley en tener dos álbumes en el top five al mismo tiempo, con Mystery girl y Traveling Wilburys vol. 1.

## Premios Grammy
| Año  | Categoría                                              | Trabajo | Resultado |
| ---- | ------------------------------------------------------ | --- | --------- |
| 1965 | Mejor grabación de rock and roll                       | "Oh, pretty woman" (sencillo) | Nominado  |
| 1980 | Mejor dúo o grupo de interpretación country            | "That lovin 'you feelin' again", con Emmylou Harris. | Ganador   |
| 1986 | Mejor palabra hablada o grabación no musical           | "Entrevistas de las sesiones de grabación de la clase del 55", con Johnny Cash, Carl Perkins, Jerry Lee Lewis, Sam Phillips, Rick Nelson y Chips Moman. | Ganador   |
| 1986 | Mejor interpretación country de un dúo o grupo con voz | Class of ’55 (álbum) | Nominado  |
| 1988 | Mejor colaboración vocal country                       | "Crying", con KD Lang | Ganador   |
| 1989 | Mejor interpretación de rock de un dúo o grupo con voz | "Traveling Wilburys volume one", como miembro de Traveling Wilburys.                                                                                    | Ganador   |
| 1989 | Álbum del año                                          | "Traveling Wilburys volume one" (álbum) | Nominado  |
| 1989 | Mejor interpretación vocal pop masculina               | "You got it" (sencillo) | Nominado  |
| 1990 | Mejor interpretación vocal pop masculina               | "Oh, pretty woman" | Ganador   |
| 1998 | Premio a la trayectoria                                | | Ganador   |